# Blanda-Kraftwerk
Das Blanda-Kraftwerk (isl. Blöndustöð) ist ein vom isländischen Energie-Konzern Landsvirkjun betriebenes Kraftwerk, welches zur Energiegewinnung das Wasser des Flusses Blanda nutzt, der zu diesem Zweck oberhalb des Kraftwerkes zum See Blöndulón aufgestaut wird.

## Geschichte
Erste Ideen zum Bau eines Wasserkraftwerks am Fluss Blanda gab es bereits in den 1950er Jahren. Detaillierte Studien wurden in den 1970er Jahren durchgeführt und schließlich ein konkreter Plan 1980 vorgelegt. Offiziell gestartet wurde das Blanda-Projekt dann am 6. Mai 1982 durch einen Parlamentsbeschluss. Mit dem Bau des Kraftwerks wurde 1984 begonnen, im Herbst 1991 erfolgte die Inbetriebnahme des ersten Maschinensatzes, im März 1992 dann des letzten Maschinensatzes. Das Blanda-Kraftwerk ist das erste Kraftwerk in Island, das ausschließlich von Isländern konzipiert wurde.
Als Ausgleich für die gefluteten Flächen, die durch die Aufstauung der Blanda durch einen künstlichen Damm entstanden, wurden vom staatlichen Landsvirkjun-Konzern ab 1981 etwa 5000 Hektar Ödland begrünt.
Im Jahr 1996 wurde der Damm des Speichersees um 4 Meter erhöht, um die Speicherkapazität zu erhöhen. Im Kraftwerk sind durchschnittlich etwa 15 Angestellte beschäftigt.

## Technik
Das Kraftwerk wird aus zwei Speicherseen gespeist. Der größere der beiden Seen wird durch die Blanda- und die Kolka-Sperrmauer gebildet und hat ein nutzbares Volumen von 400 Millionen m³ bei einer Oberfläche von 56 km². Von dort aus wird das Wasser durch Kanäle und einen See zu einem zweiten Speichersee geführt, der durch die Gilsá-Staumauer gebildet wird und ein nutzbares Volumen von 20 Millionen m³ bei einer Fläche von 5 km² aufweist. Dort befindet sich auch das Kraftwerk.
Das Kraftwerk ist als Kavernenkraftwerk gebaut, d. h. das Turbinenhaus, in welchem drei Francis-Turbinen mit einer Leistung von je 50 Megawatt betrieben werden, liegt in 200 m Tiefe unter der Erde und ist nur über einen Aufzug oder einen 800 m langen Tunnel zugänglich. Die Kaverne hat eine Grundfläche von 12 m × 66 m und eine Höhe von 28 m. Die nutzbare Fallhöhe beträgt 287 m und im Mittel fließt ein Wasserstrom von 39 m³/s durch die Turbinen.